# Cruce de los Andes
El Cruce de los Andes fue un conjunto de maniobras realizadas por el Ejército de los Andes de las Provincias Unidas del Río de la Plata —actual Argentina— y tropas chilenas exiliadas en la ciudad de Mendoza, entre el 12 de enero y el 9 de febrero de 1817, para atravesar con una fuerza de 4 000 soldados regulares y 1 200 milicianos la cordillera de los Andes desde la región argentina de Cuyo hasta Chile, y enfrentar a las tropas realistas del Imperio español que allí se encontraban. Formó parte del plan que el general argentino José de San Martín desarrolló para llevar a cabo la Expedición Libertadora de Argentina, Chile y Perú. Fue apoyado por la Guerra de zapa, dirigida por el chileno Manuel Rodríguez.
Es considerado como uno de los grandes hechos históricos de Argentina y Chile, así como una de las mayores hazañas de la historia militar universal.

## Idea
Tras la Revolución de mayo de 1810, inició la guerra de la independencia argentina, como parte de un conjunto de revoluciones contra la monarquía española a lo largo de todo el continente sudamericano. Si bien dichos movimientos lograron un éxito inicial, luego su avance sufrió un estancamiento, debido a la resistencia y represión que llevaron a cabo los sectores americanos y peninsulares leales a la Corona española, que mantenían su centro de poder en Perú.

## Organización

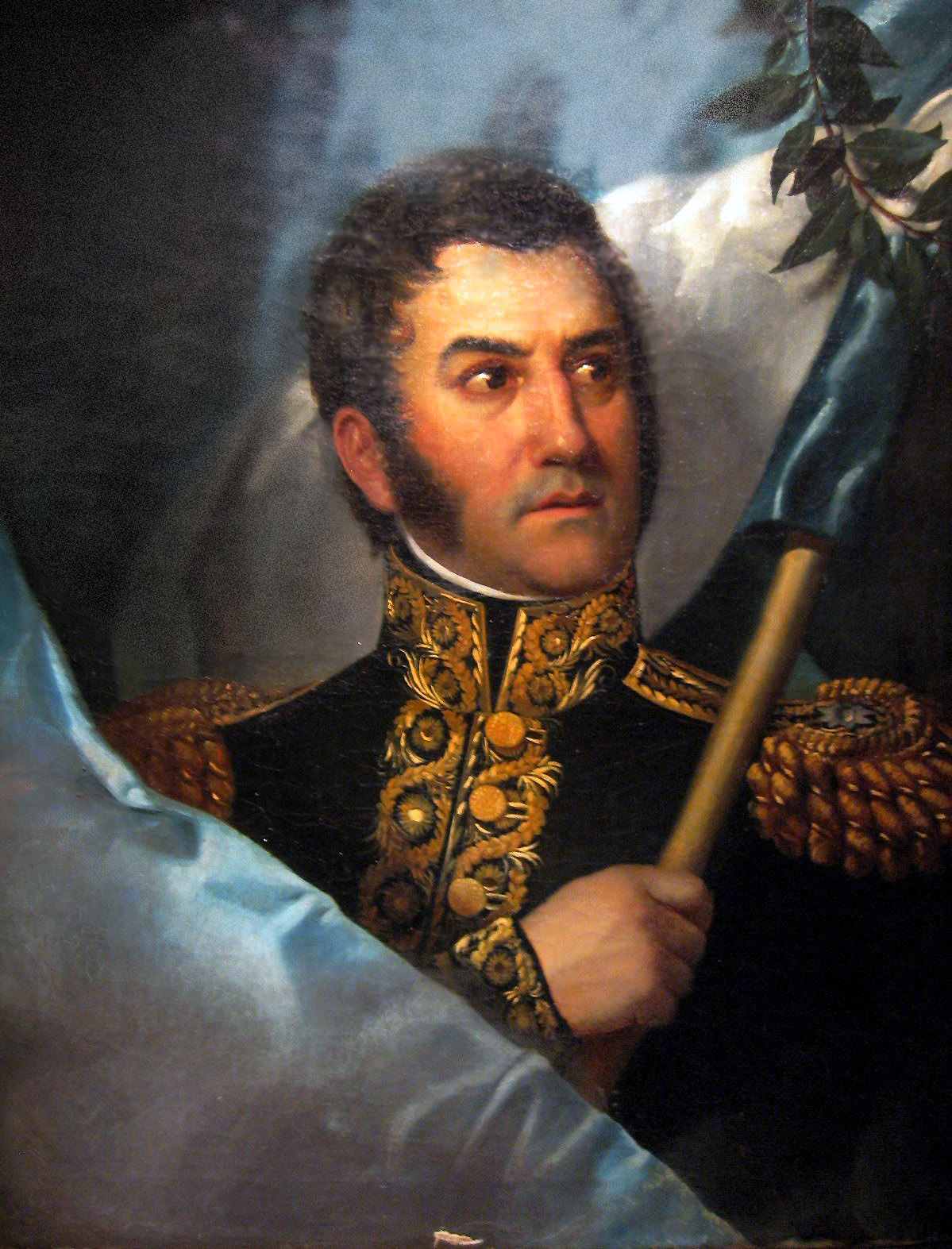
Retrato canónico de José de San Martín, de autor desconocido (1827 o 1829)

Para llevar a cabo su plan San Martín llegó a Mendoza el 7 de septiembre de 1814 con idea de organizar un pequeño y disciplinado ejército en la provincia de Cuyo  (una jurisdicción recientemente creada que comprendía Mendoza, San Juan y San Luis donde vivían unas diez mil personas, además de tres mil emigrados chilenos). El 12 de septiembre asumió como gobernador de esta provincia.
En Mendoza vivió junto a su esposa María de los Remedios de Escalada en una casa que el Cabildo le alquiló y en la que nacería su hija  Mercedes, el 24 de agosto de 1816.
A poco de llegado, entre el 1 y 2 de octubre de ese año, se produjo en Chile la Batalla de Rancagua, en la que las fuerzas patriotas chilenas fueron derrotadas, y parte de sus restos cruzaron la cordillera en dirección a Mendoza, quedando Chile nuevamente en manos realistas. Ante esta situación, San Martín recibió e incorporó a su incipiente ejército cuyano —que ya contaba con alrededor de 1000 hombres— los restos de tropas chilenas al mando de Andrés del Alcázar y Bernardo O'Higgins; la otra facción siguió a José Miguel Carrera decidiendo no formar parte del nuevo ejército. Al mismo tiempo San Martín incorporó a su ejército el Batallón de Auxiliares Argentinos (también llamado Auxiliares de Chile), que había retornado de su misión en Chile al mando del coronel Juan Gregorio de Las Heras por órdenes del gobierno de las Provincias Unidas después de tomar conocimiento del Tratado de Lircay...
San Martín nombró al jurisconsulto chileno Dr. Hipólito de Villarreal, quien fuera desterrado por los hermanos Carrera, como apoderado del Ejército de los Andes para percibir los fondos que recolectaban con el objeto de proveer el sostenimiento de las tropas. Intentó poner rápidamente a su ejército en condiciones de combatir, ante el temor de que los realistas cruzaran la cordillera y atacaran Mendoza, debido a la aparición de destacamentos realistas en el Portillo, Las Flechas y Ladera de las Vacas en el paso de Uspallata. Pese a esos movimientos, este temor nunca se hizo realidad debido a que el líder de las fuerzas españolas en Chile, Casimiro Marcó del Pont, consideró el cruce por parte de un ejército como impracticable.
Así fue que San Martín se abocó durante los años 1815 y 1816 a formar el Ejército de los Andes, y a prepararlo para el cruce de la cordillera de los Andes y el ataque a los realistas de Chile. El 9 de julio de 1816 las Provincias Unidas declaran su independencia y con Juan Martín de Pueyrredón elegido Director Supremo el general San Martín recibió el apoyo pleno del gobierno central para mejorar y consolidar el ejército. La ciudad de Mendoza se transformó en un gran cuartel y fábrica militar, y casi todos los pobladores cuyanos participaron en la elaboración de pólvora y municiones, aprendieron a fundir cañones, tejer tela y coser ropa. Se montó una fundición de armas a cargo del religioso franciscano fray Luis Beltrán, un cuerpo de maestranza a cargo de Antonio Álvarez Condarco (cartógrafo y experto en explosivos), y servicios sanitarios a cargo del médico Diego Paroissien
A mediados de 1816, San Martín se instaló en el campamento de El Plumerillo, ubicado en las adyacencias de la ciudad de Mendoza, donde constituyó su Estado Mayor. Le encomendó a Álvarez Condarco el diseño de un campamento militar. Contaba con galpones, divididos por compañías, con alojamiento para oficiales y otras construcciones. Cuando se liberó Chile, El Plumerillo fue desmantelado y se devolvieron los materiales a sus donantes, y los sobrantes se repartió entre la gente humilde para que pudieran construir sus casas.
La actividad de San Martín incluyó un complejo plan para engañar al enemigo (Guerra de zapa) mediante el envío de espías y conferencias con indígenas difundiendo el rumor de que cruzaría los Andes por un paso más al sur, lo cual era de mayor factibilidad. Los indígenas pehuenches comunicaron estos planes a los españoles de Chile, quienes así dispersaron sus fuerzas y perdieron poder de resistencia. El grueso del ejército cruzó los Andes por los difíciles pasos de Los Patos en San Juan, al mando este del General José de San Martín y Uspallata de Mendoza, los cuales eran considerados como imposibles para el cruce, pero permitían cortar por el centro a las líneas defensivas realistas y dirigirse directamente a Santiago de Chile. Debieron atravesar más de 500 km de cordillera y precordillera.

### San Martín y su tropa

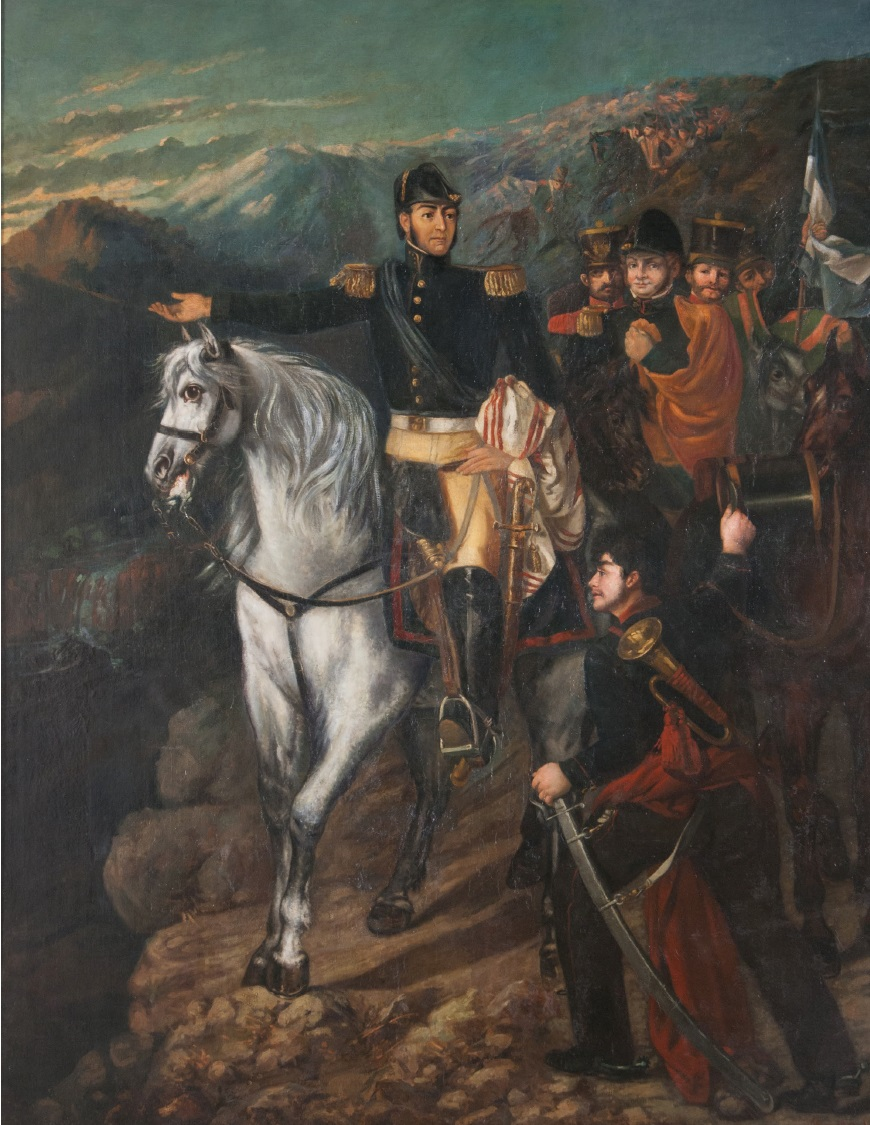
Cruce de los Andes (San Martín y O'Higgins) - Óleo de Martín Boneo (1865).

El ejército se conformó por aproximadamente 3800 soldados, otros de diversas nacionalidades (incluyendo una parte significativa de efectivos chilenos), 1200 milicianos como tropa de auxilio (para conducción de víveres y municiones), 120 barreteros y 22 piezas de artillería.

### Transportes
Para el cruce utilizaron 1.600 caballos de pelea  y 10.000 mulas, por lo que todo el personal realizó el cruce montado.

### Armas
Llevaron 22 cañones, 2000 tiros de cañón, 1129 sables y 5000 fusiles de bayoneta.

### Alimentación
La base de la alimentación del ejército fue el valdiviano —plato sobre la base de carne seca (charqui) machacado, grasa, rodajas de cebolla cruda y agua hirviendo—. Las columnas que llevaban los víveres iban a retaguardia. Transportaron más de 4 toneladas de charqui, galletas de maíz, 113 cargas de vino, aguardiente para disminuir el frío nocturno, ajo y cebolla (para combatir el soroche,o apunamiento) 600 reses para la provisión de carne fresca, quesos y ron.

### Abrigos
Además de los uniformes, llevaron ponchos de San Luis, frazadas y mantas de franela. El frío era tan intenso que los animales también fueron abrigados. Se los cubrió con mantas.

## La salud del general
San Martín padecía de úlceras, y durante muchos tramos del cruce, aquejado por sus dolencias, debió ser trasladado en camilla. Durante el regreso a Buenos Aires, luego del primer cruce, estas dolencias hicieron empeorar su salud.

## Bandera

Bandera del Ejército de los Andes. Actualmente es la bandera de la Provincia de Mendoza.

A pedido de San Martín, las damas mendocinas cosieron una bandera, la que fue bordada a mano. Cuando el ejército se embarcó hacia el Perú en Valparaíso, viajó con una bandera chilena con tres estrellas agregadas, por lo que San Martín dejó la bandera de los Andes en depósito del Gobierno chileno. Luego de renunciar al protectorado del Perú, al pasar por Mendoza San Martín puso en conocimiento del gobierno provincial que la bandera estaba en Chile y fue reclamada y trasladada a Mendoza. Actualmente esta bandera se encuentra en un edificio creado con el fin particular de cuidar la Bandera. El Memorial de la Bandera del Ejército de Los Andes fue inaugurado el 17 de agosto de 2012. En él se pueden encontrar, además, dos banderas capturadas en la Batalla de Chacabuco.
A pedido de San Martín tenía muy claro los colores que debía tener la bandera del Ejército de los Andes: celeste y blanco. A la búsqueda de telas salieron la esposa del Libertador, Remedios y su amiga, Laureana Ferrari. Tras conseguirla, Remedios se puso a coser y sus amigas a bordar. El escudo de armas que orna el centro de la bandera, se estima que fue dibujado por el Capitán Bermúdez o el sargento Antonio Arcos. Laureana Ferrari escribió que el óvalo del escudo fue diseñado por una tal señora de Huisi y las manos dibujadas por el brigadier Soler; también reveló que las lentejuelas de oro fueron sacadas de dos de sus abanicos (que hoy se encuentran expuestos en el Museo Histórico Nacional) y que el óvalo y el sol del escudo fueron adornados con rosetas de diamantes y perlas de collares suyos y de Remedios. El 5 de enero de 1817 - a pocos días de la partida del Ejército - la bandera fue bendecida en la iglesia matriz de Mendoza. Después de la ceremonia, San Martín tomó la bandera y se dirigió a la plaza mayor, donde estaban las tropas alineadas. Ante ellas exclamó: "Soldados: Esta es la primera bandera independiente que se ha levantado en América". Y la agitó tres veces en medio de un indescriptible júbilo de campanas, salvas, vivas y músicas.

## El cruce
Lo que no me deja dormir es, no la oposición que puedan hacerme los enemigos, sino atravesar estos inmensos montes.
Carta de San Martín a Tomás Guido, del 14 de junio de 1816

El 19 de enero de 1817 las tropas patriotas iniciaron su marcha por la cordillera de los Andes. Aunque se lo ha comparado con el cruce de los Alpes de Napoleón y de Aníbal Barca, la realidad es que fueron muy diferentes.
En principio, la cordillera de los Andes, especialmente en Mendoza, es la cordillera más alta del hemisferio Occidental y del Hemisferio Sur, superando a los Alpes. Asimismo, la cordillera europea tenía caminos más amplios, y estaba poblada: los cruces se hicieron por pasos comerciales, que permitían el reabastecimiento de las tropas. Las piezas de artillería podían ser transportadas cómodamente en carretas, e incluso se podían llevar elefantes por las montañas, algo completamente imposible en los Andes. 
En su lugar, los pasos elegidos por San Martín no tenían población ni caminos, y en muchos tramos, el paso debía hacerse en fila india, atravesando arroyos y ríos en puentes portátiles, cargados por el ejército. El cruce se hizo siguiendo indicaciones de baqueanos, y teniendo que transportar los alimentos, armas y provisiones para el viaje en mula, ya que el camino no tenía puntos de reabastecimiento hasta Chile. Asimismo, el cruce se hizo por dos pasos, Los Patos y Uspallata, perfectamente coordinado.
Otro factor importante fue la distancia recorrida: Napoleón cruzó un máximo de 280 km, mientras que el Ejército de los Andes atravesó en su máxima extensión 750 km, a través del paso Come-Caballos. En definitiva, el cruce de los Andes fue una proeza técnica y logística de condiciones inigualables. Tanto la distancia, como la altura fueron mayores, así como los desafíos logísticos de mover un ejército de esas dimensiones por regiones inhabitables, en un plazo de tiempo muy corto.
El Ejército de los Andes, formado en El Plumerillo (a 7 km de Mendoza), abandonó el campamento e inició el cruce de los Andes por los pasos de Los Patos y Uspallata. Estas vías abruptas aseguraban el factor sorpresa. El cruce duró 21 días, utilizándose guías (baqueanos). La altitud máxima alcanzada llegó hasta los 5000 m s. n. m. en El Espinacito.
El plan de campaña era dividir las tropas en dos columnas (principal y secundaria) y cuatro destacamentos. 
Principal: estaba formado por tres columnas al mando respectivo de Miguel Estanislao Soler (vanguardia), San Martín y O'Higgins, ambos con la reserva a una jornada de distancia. Avanzó por el paso de Los Patos. 
Secundaria: estaba al mando de Juan Gregorio de Las Heras, que avanzó por la ruta de Uspallata. A dos días de distancia lo seguía Luis Beltrán con el parque y la artillería.
Las fuerzas principales llegaron al otro lado entre el 6 y el 8 de febrero.

El 17 empieza la salida de la vanguardia: las medidas están tomadas para ocultar al enemigo el punto de ataque. Si se consigue y nos dejan poner pie en llano, la cosa está asegurada. En fin, haremos cuanto se pueda para salir bien, pues si no todo se lo lleva el diablo.
Carta de San Martín a Tomás Guido, del 13 de enero de 1817

### Las cifras del cruce
- Hombres: 5424 (que incluían 3 generales, 28 jefes, 207 oficiales y 2106 granaderos).
- Cañones transportados: 22 (2 obuses de 6 pulgadas, 7 cañones de batalla de 4 pulgadas, 9 cañones de montaña, 2 cañones de hierro y 2 cañones de 10 onzas).
- Promedio de avance por día: 28 km.
- Frente del teatro de operaciones: 800 km.
- Altitud promedio: 3000 m s. n. m. Altitud máxima: más de 4000 m s. n. m.
- Variación de temperatura diurna: se soportó una diferencia térmica diaria promedio de 40 °C, entre la temperatura más elevada del día (30 °C) y la temperatura más baja de la noche (-10 °C).